# Opslagsværk
Et opslagsværk er et bogværk med alfabetisk eller systematisk ordnede artikler om forskellige emner. 
De almindelige former for opslagsværker er leksikoner, ordbøger, encyklopædier, håndbøger og atlas.